# Критерій узгодженості Колмогорова
У статистиці критерій узгодженості Колмогорова (також відомий, як критерій узгодженості Колмогорова — Смирнова) використовується для того, щоб визначити, чи підпорядковуються два емпіричних розподіли одному закону, або визначити, чи підпорядковується емпіричний розподіл певній моделі.

## Означення критерію
Нехай X=(X1,…, Xn) — вибірка з розподілу {\displaystyle \digamma }. Перевіряється проста гіпотеза {\displaystyle H_{1}={\digamma =\digamma _{1}}} проти складної альтернативи {\displaystyle H_{2}={\digamma \neq \digamma _{1}}}. Якщо розподіл має неперервну функцію розподілу F1, можна користуватися критерієм Колмогорова. Хай:
{\displaystyle \rho (x)={\sqrt {n}}\sup _{y}|F_{n}^{*}(y)-F_{1}(y)|}.
Якщо гіпотеза H1 хибна, то Xi мають якийсь розподіл {\displaystyle \digamma _{2}}, відмінний від {\displaystyle \digamma _{1}}. За теоремою Гливенка — Кантеллі: {\displaystyle F_{n}^{*}(y)\to F_{2}(y)} для будь-якого y коли {\displaystyle n\to \infty }. Оскільки {\displaystyle \digamma _{1}\neq \digamma _{2}}, то знайдеться таке y0 що {\displaystyle |F_{2}(y_{0})-F_{1}(y_{0})|>0}. Але
{\displaystyle \sup _{y}|F_{n}^{*}(y)-F_{1}(y)|\geq |F_{n}^{*}(y_{0})-F_{1}(y_{0})|\to |F_{2}(y_{0})-F_{1}(y_{0})|>0}.
Множимо на {\displaystyle {\sqrt {n}}} і отримуємо, що при {\displaystyle n\to \infty } значення {\displaystyle \rho (x)={\sqrt {n}}\sup _{y}|F_{n}^{*}(y)-F_{1}(y)|\to \infty }.
Нехай випадкова величина {\displaystyle \eta } має розподіл з функцією розподілу Колмогорова:
{\displaystyle K(t)=\sum _{j=-\infty }^{+\infty }(-1)^{j}e^{-2j^{2}t^{2}},t>0}.
Цей розподіл табульований, так що за заданим {\displaystyle \varepsilon } легко знайти C таке, що {\displaystyle \varepsilon =P(\eta \geq C)}.
Критерій Колмогорова виглядає так:
{\displaystyle \delta (x)={\begin{cases}H_{1},&{\mbox{ }}\rho (X)<C\\H_{2},&{\mbox{ }}\rho (X)\geq C\end{cases}}}.
 Якщо {\displaystyle n} досить велике, то {\displaystyle k_{\alpha }} можна приблизно розрахувати за формулою:
{\displaystyle k_{\alpha }\approx {\sqrt {-{\frac {1}{2}}\ln {\frac {\alpha }{2}}}}.}
Асимптотична потужність критерію дорівнює 1.

## Додаток
Критерій Узгодженості Колмогорова λ використовується при визначенні максимальної розбіжності між частотами емпіричного і теоретичного розподілу, обчислюється за формулою
{\displaystyle \lambda ={\frac {D}{\sqrt {\sum f}}}},
де D — максимальне значення різниці між накопиченими емпіричними і теоретичними частотами;
{\displaystyle \sum f} — сума емпіричних частот.
За таблицями значень ймовірності λ-критерію можна знайти величину λ, відповідну ймовірності Р. Якщо величина ймовірності Р значуща відносно знайденої величини, то можна передбачити, що розбіжності між теоретичним і емпіричним розподілами несуттєві. Необхідною умовою при використанні критерію узгодженості Колмогорова є велике число спостережень (не менше ста). Часто при перевірці гіпотез про розподіл тих або інших даних недостатньо застосувати якийсь один критерій, особливо, коли дані спостережень не показують значимого відхилення від гіпотези, і ситуація представляється сумнівною. У цих випадках доцільно скористатися іншими критеріями, заснованими на інших імовірнісних ідеях, щоб при їх допомозі піддати аналізу ті ж дані. Таким чином, дуже поважно мати широкий арсенал методів для статистичної обробки даних.